# 卡拉韋利
卡拉韋利（西班牙語：Caravelí），是秘魯的城鎮，位於該國南部阿雷基帕大區，是卡拉韋利省的首府，海拔高度1,779米，2005年人口3,964，居民主要使用奇楚瓦語和西班牙語。
15°46′21.95″S 73°21′56.79″W / 15.7727639°S 73.3657750°W